# SD Budućnost
El SD Budućnost (Sportsko Društvo Budućnost), conegut també com a Budućnost Podgorica, és una organització poliesportiva de la ciutat de Podgorica a Montenegro.
Actualment, hi ha 31 clubs en 29 esports diferents (Futbol, Basquetbol, Handbol (femení), Voleibol, Atletisme, Karate, Boxa, Tennis de taula, Judo, Rugbi a 15, Rem, Caiaquisme, Hípica, Botxes, Tir olímpic, Senderisme, Escacs, Taekwondo, Sambo, Aikido, Savate, Kendo, Ballooning, Pesca esportiva, Pesca amb mosca, Jujutsu, Jujutsu brasiler, Kung fu, Unifight i Waterpolo) dins de l'organització SD Budućnost. El club d'handbol masculí es va dissoldre el 2011.
- FK Budućnost: club de futbol
- KK Budućnost: club de bàsquet